# SIGQUIT
SIGQUIT bezeichnet auf POSIX-kompatiblen Plattformen ein Signal, das eine Unterbrechungsanforderung anzeigt. Die Konstante zu SIGQUIT ist in der Header-Datei signal.h üblicherweise mit dem Wert 3 definiert. Symbolische Signal-Bezeichnungen werden verwendet, da sich die Signalnummern plattformabhängig unterscheiden können.

## Etymologie
SIG wird gewöhnlich als Vorsilbe für Signale verwendet.
QUIT ist ein Kürzel für den Begriff quittieren mit der Bedeutung reagieren, kündigen.

## Verwendung
SIGQUIT wird erzeugt, um den normalen Ablauf eines Prozesses abzubrechen und einen Speicherabzug zu erstellen.
Der Empfänger kann eine Signalbehandlung installieren, z. B. um Daten zu sichern oder das Programm weiter laufen zu lassen.
Auf unixoiden Systemen wird die Terminalschnittstelle mit dem Programm stty eingestellt, für SIGHUP insbesondere mit der Option quit. Gegebenenfalls wird das SIGQUIT vom Gerätetreiber gesendet.
Signale werden mit der  C-Funktion kill an einen  Prozess, einen  Thread oder eine Prozessgruppe geschickt. Dies wird z. B. durch die Befehlszeilenprogramme kill oder killall gemacht.
Ein Speicherabzug kann durch ulimit eingestellt werden. Das ist eine  C-Funktion, die aus den üblichen Unix-Shells aufgerufen werden kann (z. B. ulimit -c unlimited).